# Yang Wei (Badminton)
Yang Wei (chinesisch 杨维, Pinyin Yáng Wéi; * 13. Januar 1979 in Hubei in der Provinz Guangdong) ist eine chinesische Badmintonspielerin.

## Karriere
Yang nahm für China im Badminton bei Olympia 2004 im Damendoppel mit ihrer Partnerin Zhang Jiewen teil. Sie hatten ein Freilos in der ersten Runde und in der zweiten Runde bezwangen sie Jo Novita und Lita Nurlita aus Indonesien. Im Viertelfinale schlugen Yang ung Zhang Saralee Thungthongkam und Sathinee Chankrachangwong aus Thailand 15:2, 15:4. Sie gewannen das Halbfinale gegen Ra Kyung-min und Lee Kyung-won aus Südkorea mit 15:6, 15:4. Im Finale gegen die chinesischen Landsfrauen Huang Sui und Gao Ling erstarkten Zhang und Yang nach verlorenem ersten Satz, um mit 7:15, 15:4, 15:8 die Goldmedaille zu gewinnen.
Yang Wei gewann zusammen mit Zhang Jiewen 2005 die Konkurrenz im Damendoppel bei der Individual-WM 2005 in Anaheim. Den Titel erkämpften sie sich bei der Badminton-Weltmeisterschaft 2007 erneut.

## Sportliche Erfolge
| Saison    | Veranstaltung                    | Disziplin   | Platz | Name                     |
| --------- | -------------------------------- | ----------- | ----- | ------------------------ |
| 1996      | Weltmeisterschaften der Junioren | Damendoppel | 1     | Gao Ling / Yang Wei      |
| 1997      | Junioren-Asienmeisterschaft      | Dameneinzel | 1     | Yang Wei                 |
| 1997      | Junioren-Asienmeisterschaft      | Damendoppel | 1     | Yang Wei / Gao Ling      |
| 1998      | Dutch Open                       | Damendoppel | 1     | Huang Nanyan / Yang Wei  |
| 1998      | Brunei Open                      | Damendoppel | 1     | Yang Wei / Huang Nanyan  |
| 1998/1999 | Denmark Open                     | Damendoppel | 2     | Huang Nanyan / Yang Wei  |
| 1999      | Japan Open                       | Damendoppel | 2     | Yang Wei / Huang Nanyan  |
| 1999      | Taiwan Open                      | Damendoppel | 2     | Huang Nanyan / Yang Wei  |
| 1999      | Korea Open                       | Damendoppel | 1     | Huang Nanyan / Yang Wei  |
| 1999      | Weltmeisterschaft                | Mixed       | 17    | Yang Ming / Yang Wei     |
| 1999      | Singapur Open                    | Damendoppel | 1     | Huang Nanyan / Yang Wei  |
| 1999      | Japan Open                       | Mixed       | 3     | Zhang Jun / Yang Wei     |
| 2000      | Thailand Open                    | Damendoppel | 2     | Yang Wei / Huang Nanyang |
| 2000      | Olympia                          | Damendoppel | 2     | Huang Nanyan / Yang Wei  |
| 2000      | Malaysia Open                    | Damendoppel | 1     | Huang Nanyan / Yang Wei  |
| 2000      | All England                      | Damendoppel | 3     | Huang Nanyan / Yang Wei  |
| 2000      | Swiss Open                       | Damendoppel | 2     | Huang Nanyan / Yang Wei  |
| 2001      | Weltmeisterschaft                | Damendoppel | 5     | Huang Nanyan / Yang Wei  |
| 2001      | Korea Open                       | Damendoppel | 1     | Huang Nanyan / Yang Wei  |
| 2001      | Japan Open                       | Damendoppel | 2     | Huang Nanyan / Yang Wei  |
| 2001      | China Open                       | Damendoppel | 2     | Huang Nanyan / Yang Wei  |
| 2001      | Malaysia Open                    | Damendoppel | 1     | Huang Nanyan / Yang Wei  |
| 2002      | Asienspiele                      | Damendoppel | 3     | Yang Wei / Huang Nan Yan |
| 2002      | Asienmeisterschaft               | Damendoppel | 1     | Zhang Jiewen / Yang Wei  |
| 2002      | Singapur Open                    | Damendoppel | 1     | Huang Nanyan / Yang Wei  |
| 2002      | Malaysia Open                    | Damendoppel | 1     | Huang Nanyan / Yang Wei  |
| 2002      | Indonesia Open                   | Damendoppel | 5     | Huang Nanyan / Yang Wei  |
| 2002      | Japan Open                       | Damendoppel | 3     | Huang Nanyan / Yang Wei  |
| 2002      | All England                      | Damendoppel | 3     | Huang Nanyan / Yang Wei  |
| 2003      | Swiss Open                       | Damendoppel | 1     | Yang Wei / Zhang Jiewen  |
| 2003      | Malaysia Open                    | Damendoppel | 1     | Yang Wei / Zhang Jiewen  |
| 2003      | All England                      | Damendoppel | 2     | Yang Wei / Zhang Jiewen  |
| 2003      | Singapur Open                    | Damendoppel | 1     | Yang Wei / Zhang Jiewen  |
| 2003      | China: Einzelmeisterschaften     | Damendoppel | 1     | Zhang Jiewen / Yang Wei  |
| 2003      | Hongkong Open                    | Damendoppel | 2     | Yang Wei / Zhang Jiewen  |
| 2003      | Weltmeisterschaft                | Damendoppel | 5     | Yang Wei / Zhang Jiewen  |
| 2003      | China Open                       | Damendoppel | 2     | Yang Wei / Zhang Jiewen  |
| 2003      | Denmark Open                     | Damendoppel | 1     | Yang Wei / Zhang Jiewen  |
| 2004      | Singapur Open                    | Damendoppel | 1     | Yang Wei / Zhang Jiewen  |
| 2004      | Malaysia Open                    | Damendoppel | 1     | Yang Wei / Zhang Jiewen  |
| 2004      | China Open                       | Damendoppel | 1     | Zhang Jiewen / Yang Wei  |
| 2004      | All England                      | Damendoppel | 2     | Yang Wei / Zhang Jiewen  |
| 2004      | Korea Open                       | Damendoppel | 1     | Yang Wei / Zhang Jiewen  |
| 2004      | Swiss Open                       | Damendoppel | 2     | Zhang Jiewen / Yang Wei  |
| 2004      | Olympia                          | Damendoppel | 1     | Zhang Jiewen / Yang Wei  |
| 2004      | Indonesia Open                   | Damendoppel | 1     | Yang Wei / Zhang Jiewen  |
| 2005      | World Cup                        | Damendoppel | 1     | Yang Wei / Zhang Jiewen  |
| 2005      | China Open                       | Damendoppel | 1     | Yang Wei / Zhang Jiewen  |
| 2005      | Hongkong Open                    | Damendoppel | 1     | Yang Wei / Zhang Jiewen  |
| 2005      | Japan Open                       | Damendoppel | 1     | Yang Wei / Zhang Jiewen  |
| 2005      | Malaysia Open                    | Damendoppel | 1     | Yang Wei / Zhang Jiewen  |
| 2005      | Weltmeisterschaft                | Damendoppel | 1     | Yang Wei / Zhang Jiewen  |
| 2006      | Asienspiele                      | Damendoppel | 2     | Yang Wei / Zhang Jiewen  |
| 2006      | Singapur Open                    | Damendoppel | 1     | Yang Wei / Zhang Jiewen  |
| 2006      | All England                      | Damendoppel | 2     | Yang Wei / Zhang Jiewen  |
| 2006      | China Open                       | Damendoppel | 1     | Yang Wei / Zhang Jiewen  |
| 2006      | Weltmeisterschaft                | Damendoppel | 3     | Yang Wei / Zhang Jiewen  |
| 2006      | Korea Open                       | Damendoppel | 1     | Yang Wei / Zhang Jiewen  |
| 2006      | Hongkong Open                    | Damendoppel | 1     | Yang Wei / Zhang Jiewen  |
| 2006      | German Open                      | Damendoppel | 1     | Yang Wei / Zhang Jiewen  |
| 2007      | Japan Open                       | Damendoppel | 1     | Yang Wei / Zhang Jiewen  |
| 2007      | Bitburger Open                   | Damendoppel | 1     | Yang Wei / Zhang Jiewen  |
| 2007      | China Masters                    | Damendoppel | 2     | Zhao Tingting / Yang Wei |
| 2007      | Weltmeisterschaft                | Damendoppel | 1     | Yang Wei / Zhang Jiewen  |
| 2007      | Denmark Open                     | Damendoppel | 1     | Yang Wei / Zhang Jiewen  |
| 2007      | German Open                      | Damendoppel | 1     | Yang Wei / Zhang Jiewen  |
| 2007      | Swiss Open                       | Damendoppel | 1     | Zhao Tingting / Yang Wei |
| 2007      | Asienmeisterschaft               | Damendoppel | 1     | Yang Wei / Zhao Tingting |
| 2007      | All England                      | Damendoppel | 2     | Yang Wei / Zhang Jiewen  |
| 2008      | Malaysia Open                    | Damendoppel | 1     | Yang Wei / Zhang Jiewen  |
| 2008      | Olympia                          | Damendoppel | 5     | Yang Wei / Zhang Jiewen  |
| 2008      | Swiss Open                       | Damendoppel | 1     | Yang Wei / Zhang Jiewen  |
| 2008      | Thailand Open                    | Damendoppel | 1     | Yang Wei / Zhang Jiewen  |
| 2009      | Thailand Open                    | Damendoppel | 1     | Yang Wei / Zhang Jiewen  |
| 2009      | Asienmeisterschaft               | Damendoppel | 3     | Zhang Jiewen / Yang Wei  |
| 2009      | Chinese Taipei Open              | Damendoppel | 1     | Yang Wei / Zhang Jiewen  |